# Christian Lanta

a Compétitions nationales et continentales officielles uniquement.

Dernière mise à jour le 5 mai 2016.
Christian Lanta, né le 20 juin 1952 à Toulouse, est un joueur et entraîneur français de rugby à XV. Il a notamment joué au Toulouse olympique employés club, où il a côtoyé Jean-Pierre Rives, et au Stade beaumontois Lomagne rugby. Il remporte un titre de champion de France en 1990 avec le Racing club de France en tant qu'entraîneur.
Son fils, David Lanta, a été joueur professionnel de volley-ball.

## Carrière de joueur
- Toulouse OEC
- Stade beaumontois
- SC Mazamet
- Sporting union Agenais

Quand il était cadet et junior il a aussi joué troisième ligne aile dans l'équipe ASSU du lycée Bellevue de Toulouse (où se trouvaient notamment Michel Corbarieu, Bernard Sablayrolles, Marc Terrisse, Patrick Quillier et bien d'autres); sa gentillesse comme camarade n'avait d'égale que son efficacité rayonnante sur le terrain.
Entre sa carrière de joueur et sa carrière d'entraîneur, il a eu une carrière d'enseignant d'EPS, notamment au lycée Henri-IV à Paris.

## Carrière d'entraîneur
- Racing CF (1989-1993)
- CA Bègles-Bordeaux (1993-1996)
- Benetton Trévise (1996-1998)
- SU Agen (1998-2006)
- Lyon OU (2006-07)
- SU Agen (2008-2012)
- Aviron bayonnais (2012-2014)
- USA Perpignan (2016-2021)

Il entraîne durant 12 saisons en duo avec Christophe Deylaud de 2000 à 2006 puis de 2008 à 2014.
Il est manager général de l'USA Perpignan de 2016 à 2021.

## Palmarès d'entraîneur

### En club
- Vainqueur du championnat de France 1989-1990 avec le Racing CF
- Vainqueur du championnat d'Italie 1996-1997 et du championnat d'Italie 1997-1998 avec Trévise
- Finaliste du championnat de France 2001-2002 avec le SU Agen
- Champion de France de Pro D2 en 2010 avec le SU Agen
- Champion de France de Pro D2 en 2018 avec l'USA Perpignan

### Distinctions personnelles
- Oscars du Midi olympique :  Oscar de Bronze du meilleur entraîneur français en 2002
- Nuit du rugby 2018 : Meilleur staff d'entraîneur de la Pro D2 (avec Perry Freshwater et Patrick Arlettaz) pour la saison 2017-2018